# Half-Life 2: Lost Coast
A Half-Life 2: Lost Coast a Half-Life 2 című számítógépes játékhoz a Valve Software által kiadott ingyenesen letölthető fejezet címe.
A játék fejlesztői eredetileg úgy tervezték, hogy a Lost Coast is teljes értékű fejezet lesz a Half-Life 2 történetében, ám ezt végül elvetették. 2005. október 27-én viszont hozzáférhetővé tették a Half-Life 2 tulajdonosok számára annak apropójából, hogy ezzel prezentálják a játék grafikai motorjába beépített új effektet, a „High dynamic range rendering”-et, azaz a HDR-t.

## Cselekmény
|  | Alább a cselekmény részletei következnek! |

A játékban szereplő helyszínek a Half-Life 2 tengerparton játszódó részéhez kapcsolódtak volna, azonban ezt a fejlesztők elvetették. A történet kezdetén Gordon Freeman egy sziklás tengerparton ébred, ahol egy halász üdvözli őt. A halász megkéri, hogy pusztítsa el a Combine Headcrab-kilövő szerkezetét a sziget templomában. Gordon elindul, pár deszka és gyertyatartó a gépbe helyezésével elpusztítja, ezután pedig kifele menet egy vadászrepülővel találkozik. Ezután a játéknak vége
A halászember az első modell a Half-Life-sorozatban, akit nem valódi emberről mintáztak. Többek között, a halászember meggyilkolása (különféle csalások használatával) a játék összeomlásához vezet.
|  | Itt a vége a cselekmény részletezésének! |